# LG Hockey Games 2007
Die LG Hockey Games 2007 fanden vom 8. bis 11. Februar im Stockholmer Ericsson Globe statt. Das erste Spiel wurde in der Arena Mytischtschi bei Moskau ausgetragen.

## Spiele
| 8. Februar 2007 | Russland Ilja Nikulin (42:50) Alexei Kaigorodow (43:59) Igor Wolkow (51:44) Anton Kurjanow (64:27) | 4:3 n. V. (3:1, 0:1, 2:1) | Finnland Jukka Hentunen (10:37) Kim Hirschovits (22:42, 25:54) | Mytischtschi-Arena, Mytischtschi bei Moskau |

| 8. Februar 2007 | Schweden Per Hållberg (12:14) Rickard Wallin (16:32) Jimmie Ölvestad (36:27) Fredrik Warg (37:16) Patric Hörnqvist (57:59) Mika Hannula (59:44) | 6:1 n. V. (3:1, 0:1, 2:1) | Tschechien Jaroslav Balaštík (23:22) | Globen, Stockholm |

| 10. Februar 2007 | Tschechien Ladislav Kohn (00:54) Josef Straka (19:58) Pavel Rosa (35:00) Jan Hrdina (41:18) Zbyněk Irgl (60:00) | 5:0 | Finnland | Globen, Stockholm |

| 10. Februar 2007 | Schweden Magnus Johansson (2:25) Martin Thörnberg (7:41) Fredrik Bremberg (23:00) Daniel Fernholm (45:03) Johan Davidsson (45:53) Tony Mårtensson (54:33) | 6:2 | Russland Nikolai Kuljomin (26:52) Pjotr Stschastliwy (28:04) | Globen, Stockholm |

| 11. Februar 2007 | Russland Anton Kurjanow (33:26) Nikolai Kuljomin (48:28) Dmitri Bykow (PS) | 3:2 n. P. | Tschechien Jaroslav Bednář (21:34) Jan Platil (26:43) | Globen, Stockholm |

| 11. Februar 2007 | Schweden Tony Mårtensson (38:08) | 1:0 | Finnland | Globen, Stockholm |

Abkürzung: PS = Penalty

## Abschlusstabelle
| RF | Team       | Spiele | S | OTS | SOS | SON | OTN | N | Tore  | Punkte |
| -- | ---------- | ------ | - | --- | --- | --- | --- | - | ----- | ------ |
| 1. | Schweden   | 3      | 3 | 0   | 0   | 0   | 0   | 0 | 13:3  | 9      |
| 2. | Russland   | 3      | 0 | 1   | 1   | 0   | 0   | 1 | 10:12 | 4      |
| 3. | Tschechien | 3      | 1 | 0   | 0   | 1   | 0   | 1 | 9:10  | 4      |
| 4. | Finnland   | 3      | 0 | 0   | 0   | 0   | 1   | 0 | 3:10  | 1      |

Abkürzungen: S = Sieg, OTS = Sieg nach Verlängerung, SOS = Sieg nach Penaltyschießen, SON = Niederlage nach Penaltyschießen, OTN = Niederlage nach Verlängerung, N = Niederlage

## Die besten Spieler
Beste Spieler
| Torwart      | Marek Pinc       |
| Verteidigung | Kenny Jönsson    |
| Stürmer      | Fredrik Bremberg |

All Stars
| Torwart      | Marek Pinc                                            |
| Verteidigung | Magnus Johansson – Kenny Jönsson                      |
| Stürmer      | Nikolai Kuljomin – Fredrik Bremberg – Johan Davidsson |